# Cmentarz żydowski w Rynie
Cmentarz żydowski w Rynie – został założony pod koniec XIX wieku i zajmuje powierzchnię 0,1 ha. Do naszych czasów zachowało się czternaście nagrobków z przełomu XIX i XX wieku. Są one wykonane z granitu i piaskowca z napisami w języku hebrajskim oraz niemieckim. Znajduje się przy ul. Ratuszowej.